# Zarečnoe (Oblast' autonoma ebraica)
Zarečnoe (in lingua russa Заречное) è un centro abitato dell'Oblast' autonoma ebraica, situato nell'Oblučenskij rajon.